# Jezierzyce (wieś w województwie pomorskim)
Jezierzyce (kaszb. Jezérzëce, niem. Jeseritz) – wieś w Polsce położona w województwie pomorskim, w powiecie słupskim, w gminie Redzikowo.
Wieś jest odrębnym sołectwem. W gminie jest też osada Jezierzyce.
W latach 1975–1998 miejscowość administracyjnie należała do województwa słupskiego.
We wsi okazały neoklasycystyczny pałac z II poł. XIX wieku. Centralna część parterowa z poddaszem użytkowym i wystawką na osi fasady, narożne części piętrowe, do lewego boku przylega kwadratowa wieża.

## Nazwa
Nazwa ma pochodzenie słowiańskie i charakter topograficzny. Powstała przez dodanie do nazwy pospolitej *jezero „jezioro” (por. strpol. jeziero, kasz. jezoro) formantu -ica. Współczesna forma Jezierzyce w miejsce spodziewanej formy *Jezierzyca jest wynikiem powszechnego w zachodniej słowiańszczyźnie przemieszania formantów -ica i -ice. Nazwa niemiecka jest adaptacją fonetyczną pierwotnej nazwy słowiańskiej.
Rada Języka Kaszubskiego proponuje kaszubską formę Jezerzëce.

## Zabytki
- park pałacowy